# Тайный совет Великобритании
Почте́ннейший Та́йный Сове́т Его́ Вели́чества (англ. His Majesty's Most Honourable Privy Council) — орган советников британского короля. Исторически Тайный Совет имел реальную власть в Британской империи, однако сейчас его функции имеют преимущественно церемониальный и бюрократический характер. Большинство полномочий имеют комитеты, главный из которых — Кабинет министров.
Монарх, действующий по рекомендациям Совета, имеет статус Короля-в-Совете (King-in-Council) либо Королевы-в-Совете (Queen-in-Council). Главным должностным лицом органа является Лорд-председатель Совета (четвёртый из Высших сановников государства, член Кабинета, и обычно также представитель кабинета в Палате лордов или Палате общин). Другое важное должностное лицо органа — Клерк, подпись которого стоит на всех приказах, изданных Советом. Членов совета называют тайными советниками.
Совет также выполнял судебные функции. Судебный комитет Тайного Совета является высшей апелляционной инстанцией заморских территорий и рассматривает вопросы мирского и религиозного права, а также высшей апелляционной инстанцией некоторых стран Британского Содружества. До создания в 2009 году Верховного суда Судебный комитет рассматривал соответствие местного законодательства Шотландии, Уэльса и Северной Ирландии конституционному праву Соединённого Королевства. Основную работу в Судебном комитете исполняли лорды по апелляциям палаты лордов, которых специально принимали в Тайный совет, а в настоящее время — судьи Верховного суда. В заседаниях могут участвовать также тайные советники, служившие судьями в составе высших апелляционных судов Англии, Шотландии и Северной Ирландии (Судебный комитет не рассматривает уголовные дела).

## История
Во времена правления нормандских монархов советником монархической власти выступал т. н. королевский двор (royal court), состоявший из магнатов, духовников и высших должностных лиц. Этот орган давал советы по законодательству, администрации и правосудию. Позже развились различные органы с разными другими функциями. Например, Судебные палаты занялись правосудием, а парламент стал верховным законодательным советом. Однако Тайный совет оставался местом слушания законодательных прений, либо в первой инстанции, либо при апелляции. Более того, законы, принятые монархом не по предложению Парламента, а с подачи Совета, также имели законодательную силу.
Британские монархи часто использовали этот орган для обхода судов и парламента. Например, один из комитетов Совета (ставший позже Судом звёздной палаты) имел разрешение в XIV веке налагать любое наказание (кроме смертной казни), не стесняясь правилами относительно доказательств или улик. В правление Генриха VIII монарх мог по рекомендации Совета создавать закон просто высказыванием вслух. Законодательное главенство Парламента было восстановлено только после смерти Генриха VIII.
Хотя королевский совет сохранил законодательные и судебные функции, он стал в основном административным органом. Совет был большим — в 1553 более 40 членов — что затрудняло его действие в качестве совещательного органа. Поэтому монарх имел дело с меньшим комитетом, который позже развился в современный Кабинет министров. Яков I (король Англии) и Карл I Стюарт попытались править как абсолютные монархи, что внесло вклад в уменьшение полномочий Совета.
В ходе английской гражданской войны Карл I был казнён, и монархия с Палатой лордов были отменены. Оставшаяся палата парламента, Палата общин, установила Государственный совет для исполнения закона и установления административных процедур. Сорок один член Совета избирались Палатой общин; орган возглавил Оливер Кромвель, de facto военный диктатор нации. В 1653 году Кромвель стал лордом-протектором, и Госсовет сократился до 13—21 членов. В 1657 Палата общин дала Кромвелю ещё больше власти, некоторые из которых напомнили о полномочиях монархов. Совет стал известен как тайный Совет лорда-протектора; его члены стали назначаться лордом-протектором с одобрения Парламента.
В 1659 году, незадолго до восстановления монархии, совет лорда-протектора был упразднён. Карл II восстановил королевский Тайный Совет, но, как и прежние монархи, стал опираться на меньшее число советников. При Георге I, даже не говорившем по-английски, этот орган получил ещё большую власть. С тех пор Совет в целом перестал быть важным органом, перенеся эту роль на комитеты.

## Состав
Монарх может назначать всех тайных советников, но на практике он это делает по совету правительства. Текущий наследник Короны и консорт неизменно входят в Совет, как и три высших иерарха Церкви Англии — архиепископ Кентерберийский, архиепископ Йоркский и епископ Лондонский. Несколько главнейших судей — апелляционные лорды, судьи Апелляционного суда Англии и Уэльса, судьи Апелляционного суда Северной Ирландии и Сессионного суда (высочайший суд в Шотландии) также являются членами Совета по должности. Основную часть тайных советников, однако, составляют политики. Премьер-министр, министры кабинета, некоторые главные министры вне кабинета, лидер оппозиции и главы крупных партий в палате общин, а также Первый министр Шотландии и члены её кабинета имеют статус тайных советников.
Хотя Тайный совет — государственный орган Великобритании, официальные лица из других королевств Содружества также имеют членство в нём. Самый примечательный пример — Новая Зеландия, где премьер-министр, крупные политики, судьи верховного суда и апелляционного суда также являются членами Тайного совета.
Благодаря тому, что клятва при вступлении в Тайный совет включает в себя обязательство хранить содержание его заседаний в секрете, правительство Великобритании получает возможность обсуждать секретные сведения с лидерами оппозиции, ведущих парламентских партий и стран Содружества. Этой возможностью, как правило, пользуются в исключительных обстоятельствах, например, для обсуждения вопросов национальной безопасности.
Ограничений на количество членов совета не существует; в январе 2012 года в нём числилось около 600 человек, а к июню 2015 года их число возросло до 650. Тем не менее не все члены Тайного совета приглашаются на все заседания; обычно список участников каждого из них определяется премьер-министром.
Членство длится до роспуска (dissolution) Тайного совета, который автоматически происходит через шесть месяцев после смерти монарха (до правления королевы Анны смерть монарха автоматически значила роспуск Совета). Впрочем, согласно принятому обычаю, монарх заново назначает всех членов Совета после роспуска; так что на практике членство является пожизненным. Наибольшим стажем членства в Тайном совете обладает принц Филипп, занимавший этот пост 70 лет, с 1951 года до момента своей смерти в 2021 году, в Тайный совет он был назначен ещё отцом правящей королевы Георгом VI.
Тайные советники имеют право на титул «весьма достопочтенный» (англ. The Right Honourable).
Монарх может удалить лицо из совета, и лица могут подать в отставку для избежания исключения. Последним сановником, добровольно покинувшим Совет, был Джонатан Эйткен, ушедший в 1997 после обвинений в клятвопреступлении. Он был одним из трёх в XX веке (двое других — Джон Профьюмо в 1963 году и Джон Стоунхаус в 1976 году). Последним изгнанным из Совета был сэр Эдгар Спейер, Первый баронет (Sir Edgar Speyer, 1st Baronet) в 1921 за прогерманскую деятельность во время Первой мировой войны.

## Клятва
Тайные советники при назначении произносят следующую клятву, текст которой был утверждён в 1998 году:

Поклянитесь всемогущим Богом быть истинным и верным Слугой для Её Величества Королевы в качестве одного из Её Величества Тайного совета. Вы не будете знать и понимать любого рода вещи, попытку, совершение или произнесение, против Личности Её Величества, Чести, Короны или Королевского Достоинства, но вы будете пресекать и противодействовать тем же вещам поскольку хватит вашей власти, и либо заставите её быть раскрытой Самой Её Величеству, или тому из Её Тайного Совета, кого она назначит. Вы будете полностью во всём, что происходит, обсуждается и оговаривается в Совете, верно и правдиво раскрывать свой Разум и Мнение, согласно с вашим Сердцем и Сознанием; и вы будете хранить в тайне все дела, совершённые и доверенные вам, или те в Совете, что должны держаться в секрете. И если любые из указанных Договорённостей или Советов затронет кого-либо из Советников, вы не откроете этого ему, но будете молчать до момента, с согласия Её Величества или Совета, Публикации. Вы будете до последнего нести Веру и Верность Королевскому Величеству; и будете помогать и защищать все Юрисдикции, Верховенства и Полномочия, данные Её Величеству и присоединённые Короне Актами Парламента, либо иными, от всех Иностранных Принцев, Лиц, Прелатов, Государств или Сил. И во всех делах, в общем, вы будете верными и правдивыми Служителями, должными Её Величеству. Да поможет вам Бог.
Оригинальный текст (англ.)You do swear by Almighty God to be a true and faithful Servant unto the Queen's Majesty, as one of Her Majesty's Privy Council. You will not know or understand of any manner of thing to be attempted, done, or spoken against Her Majesty's Person, Honour, Crown, or Dignity Royal, but you will let and withstand the same to the uttermost of your Power, and either cause it to be revealed to Her Majesty Herself, or to such of Her Privy Council as shall advertise Her Majesty of the same. You will, in all things to be moved, treated, and debated in Council, faithfully and truly declare your Mind and Opinion, according to your Heart and Conscience; and will keep secret all Matters committed and revealed unto you, or that shall be treated of secretly in Council. And if any of the said Treaties or Counsels shall touch any of the Counsellors, you will not reveal it unto him, but will keep the same until such time as, by the Consent of Her Majesty, or of the Council, Publication shall be made thereof. You will to your uttermost bear Faith and Allegiance unto the Queen's Majesty; and will assist and defend all Jurisdictions, Pre-eminences, and Authorities, granted to Her Majesty, and annexed to the Crown by Acts of Parliament, or otherwise, against all Foreign Princes, Persons, Prelates, States, or Potentates. And generally in all things you will do as a faithful and true Servant ought to do to Her Majesty. So help you God.

## Заседания
Заседания Тайного совета обычно происходят ежемесячно, когда монарх может присутствовать. Монарх присутствует на заседании, но его место может быть занято двумя или более Государственными Советниками. Согласно Акту о регентстве 1937 года Государственный советник может быть выбран из числа лиц, включая супруга монарха и четырёх лиц (старше 21 года), следующих в линии наследования.
На заседаниях Тайного совета лорд-председатель зачитывает список планируемых приказов (Orders), и монарх просто произносит: «Одобрено». Только несколько министров Короны приходят на эти заседания, которые редко длятся долго.
Полные заседания Тайного совета происходят, только когда монарх объявляет о своём браке или когда монарх умирает. В последнем случае Тайный совет вместе с духовными лордами, светскими лордами, а также лорд-мэром Лондона, Олдерменом Лондонского Сити и представителями Содружества объявляет о восхождении на престол нового монарха.

## Функции
Монарх осуществляет исполнительную власть изданием Указов-в-Совете по рекомендации Тайного совета. Указы-в-Совете пишутся начерно Кабинетом и используются для простых правительственных постановлений. Также они используются для получения королевской санкции на законы, прошедшие через законодательные органы зависимых территорий. Назначения на должность в Кабинете также делаются Указами-в-Совете.
В отличие от Указов-в-Совете существуют ещё Указы Совета, которые издаются членами Тайного совета без участия Суверена. Такие Указы издаются по отдельному разрешению актов парламента и обычно используются для управления общественными учреждениями.
Монарх издаёт королевские хартии по рекомендации Тайного совета. Хартии дают особый статус присоединяемым органам; например, дают местечкам статус города (city) и городского посёлка (боро).
Тайный совет собирает документы для изучения монархом — эти бумаги ежедневно в 7 часов вечера привозят во дворец в красных коробках, после чего монарх их просматривает, подчёркивая красным то, что ему не понравилось или непонятно, и уже в 8 часов утра следующего дня эти документы забирают.

## Судебный комитет
Судебный комитет состоит из судей Верховного суда и высших апелляционных судов, которые являются Тайными советниками. Решение Комитета представлено в виде «совета» монарху, но на практике оно всегда сопровождается монархом (в качестве Короны-в-совете), который формально одобряет рекомендацию Комитета судей.
В юрисдикции Соединённого Королевства судебный комитет заслушивает апелляции от церковных судов, Адмиралтейского суда по Пяти портам, призовых судов и Дисциплинарной комиссии Королевского Колледжа хирургов-ветеринаров, апелляции на действия церковных комиссаров и апелляции на некоторые акты парламента, например, Акт о дисквалификации Палаты общин (1975). Судебный комитет также заслушивает апелляции от Королевств Содружества, британских заморских территорий, территорий Суверенных баз и зависимых территорий. Корона-в-Совете ранее была высшей апелляционной инстанцией для всей Британской Империи, однако сейчас во множестве стран Содружества отменено право такой апелляции. Судебный комитет имеет прямую юрисдикцию в делах, относящихся к следующим актам: Акт о Шотландии 1998 года, Акт о правлении Уэльса (1998) и Акт о Северной Ирландии (1998), но в 2009 году эта прерогатива была делегирована Верховному суду Великобритании.

## Другие советы
Тайный совет — один из четырёх главных советов Суверена. Остальные:
- судебный совет (англ. courts of law);
- земский совет (Парламент);
- великий совет (собрание всех пэров Королевства).

Эти советы все ещё существуют, но великий совет не собирался с 1640.
Также монарха консультируют несколько других тайных советов. Англия и Шотландия имели разные Тайные советы, но по Акту об объединении 1707 года их соединили. Ирландия имела отдельный Тайный совет и после Акта об объединении 1800 года, но он был упразднён в 1922 году, когда Южная Ирландия отделилась от Соединённого королевства; его преемником стал Тайный совет Северной Ирландии, который также прекратил работу после приостановки работы Парламента Северной Ирландии в 1972 году.
Канада имеет свой Тайный совет — Тайный совет Короля для Канады — с 1867 года. Эквивалентный орган в некоторых Королевствах Содружества и Республиках Содружества называется исполнительный совет.